# Gia
Gia is een uit 1998 daterende film over het leven van topmodel Gia Marie Carangi met in de hoofdrollen Angelina Jolie, Mercedes Ruehl, Faye Dunaway en Elizabeth Mitchell. Hij werd geregisseerd door Michael Cristofer en geschreven door Cristofer en Jay McInerney. De muziek werd gecomponeerd door Terence Blanchard.

## Verhaal
Gia Carangi is een vrouw uit Philadelphia die verhuist naar New York om model te worden, en meteen de aandacht trekt van Wilhelmina Cooper, een machtige agent. Gia's gedrag, schoonheid en bereidheid naakt te poseren lanceren haar snel naar de top van de modellenwereld, maar haar eenzaamheid zorgt voor sterke gedragswisselingen en brengt haar ertoe te experimenteren met drugs als heroïne. Ze raakt verstrengeld in een passievolle affaire met Linda, een make-up specialiste. Maar na een tijdje begint Linda zich zorgen te maken over Gia's drugsgebruik en stelt Gia een ultimatum waarbij Gia kiest voor de drugs. Na mislukte verzoeningspogingen bij Linda en bij haar moeder Kathleen Carangi begint Gia verslaafd te raken aan heroïne. Hoewel ze uiteindelijk van haar drugsverslaving afraakt, ontdekt ze dat ze hiv heeft opgelopen doordat ze drugs heeft gespoten met een naald met besmet bloed. Ze sterft op 26-jarige leeftijd aan aids.

## Rolverdeling
| Acteur             | Personage            |
| ------------------ | -------------------- |
| Angelina Jolie     | Gia Carangi          |
| Elizabeth Mitchell | Linda                |
| Eric Michael Cole  | T.J.                 |
| Kylie Travis       | Stephanie            |
| Louis Giambalvo    | Joseph Carangi       |
| John Considine     | Bruce Cooper         |
| Scott Cohen        | Mike Mansfield       |
| Edmund Genest      | Francesco Scavullo   |
| Mercedes Ruehl     | Kathleen Carangi     |
| Faye Dunaway       | Wilhelmina Cooper    |
| Alexander Enberg   | Chris von Wangenheim |
| Mila Kunis         | Jonge Gia            |

## Trivia
- James Haven, een broer van Angelina Jolie, speelde een bijrol in de film.